# Roger Gautier
Roger Antoine Xavier Gautier (ur. 8 grudnia 1922 we Frontignan, zm. 23 maja 2011 w Nîmes) – francuski wioślarz, srebrny medalista olimpijski.
Wystąpił na igrzyskach olimpijskich w Helsinkach w 1952 roku, gdzie Francuzi w składzie: Pierre Blondiaux, Jean-Jacques Guissart, Marc Bouissou i Roger Gautier zdobyli srebrny medal w czwórkach bez sternika. W finale o 2,9 sekundy przegrali z osadą Jugosławii, a o 4,4 sekundy pokonali osadę Finlandii. Był to jego jedyny start olimpijski.
Ponadto zdobył brązowy medal w ósemkach na mistrzostwach Europy w Kopenhadze (1953).